# Амелькин, Василий Никитич
Васи́лий Ники́тич Аме́лькин (Амелякин; Амельякин; 18.05.1919, г. Екатеринодар (современный Краснодар, Краснодарский край) — 1993) — советский футболист, нападающий. Сыграл три матча в высшей лиге СССР (1953). Участник Великой Отечественной войны.

## Биография
Родился 18.05.1919, во время Гражданской войны в городе Екатеринодар (современный Краснодар).
В 1940 году вступил в ВЛКСМ (№ билета 10675244).
Призван в Красную Армию 11.10.1939, дата окончания службы: 24.10.1957
. Во время Великой Отечественной служил в 202-м отдельным стрелковом батальоне 16 стрелковой бригады внутренних войск НКВД Украинского округа. Воинское звание: капитан медицинской службы.
Семья проживала в Краснодаре, на ул. Военная, дом 19. Мать — Амельякина Прасковья Никитишна, 1882 года рождения, сестра — Анна Никитовна Амелякина, 1914 года рождения.
С 1946 по 1950 год выступал за краснодарское «Динамо», в составе которого стал чемпионом РСФСР в 1948 году, открыл счёт в финальном матче розыгрыша 17 октября. Стал автором и первого гола команды в сезоне 1949 года, который забил на 7-й минуте домашнего матча против команды Севастополя. Сезон 1951 года провёл в «Динамо» Москва. В 1952 году вернулся в кубанское «Динамо». В 1953 году выступал за «Динамо» Ленинграде, в составе которого провёл 3 матча в классе «А». В 1954 году снова вернулся на Кубань; команда «Динамо» к этому времени уже поменяла название на «Нефтяник».

## Достижения
- Чемпион РСФСР: 1948